# Gradski vrt-stadion
Gradski vrt-stadion (kroatiska: Stadion Gradski vrt) är en fotbollsanläggning i Osijek i Kroatien. Den invigdes år 1980 och är hemmaarena för de två lokala fotbollslagen NK Osijek och Fortuna VNO Osijek. Stadion har en kapacitet på 18 856 personer (17 876 sittplatser och 980 ståplatser).

## Historik
Gradski vrt-stadion invigdes år 1980 och ersatte då en äldre fotbollsanläggning som funnits på platsen sedan år 1958. Publikrekordet med 40 000 besökare slogs år 1982 då NK Osijek mötte NK Dinamo Zagreb. År 1998 fick stadion sittplatser och reflektorer. Åren 2005 och 2010 renoverades stadion delvis.